# Роберт Просинечки
Роберт Просинечки (Швенинген, 12. јануар 1969) јесте хрватски фудбалски тренер и бивши фудбалер. Тренутно је селектор репрезентације Црне Горе.
Био је члан генерације Црвене звезде која је освојила Куп европских шампиона 1990/91. За Црвену звезду је наступао од 1987. до 1991. и у клубу оставио неизбрисив траг сјајним партијама и ефектним головима. Био је и тренер Црвене звезде.

## Играчка каријера
Почео је да се бави фудбалом у загребачком Динаму где је запажен као таленат и већ са 18 година игра у првом тиму. Након несугласица са тренером (Мирослав Ћиро Блажевић изјавио да ће појести тренерску диплому ако Просинечки постане играч) одлази у Црвену звезду. 

### Црвена звезда
У редове Црвене звезде стигао је 1987. године, и после једног тренинга у руководству клуба су одлучили да потпишу уговор са Робертом, када су видели о каквом фудбалском бисеру је реч. Иако је био далеко најмлађи у тиму, одмах се изборио за место у стартној постави и постао незаменљив у везном реду током све четири сезоне у клубу. Већ у првој сезони се окитио шампионском титулом. Одиграо је 24 првенствена меча и постигао четири поготка, по један у победама против Приштине (7:1), Осијека (6:1) и у два меча против Рада (два пута по 2:0).
У сезони 1988/89 истакао се головима против Партизана (3:1) и Хајдука из Сплита (3:0), али Звезда није успела да стигне Војводину у првенственој трци. Те сезоне црвено-бели су играли антологијске утакмице са Миланом у Купу шампиона (1:1 и 1:1, пеналима 3:2 за италијански тим). Роби је ушао у игру у 73. минуту утакмице у Београду и реализовао ударац у пенал серији, али је голман Милана Гали одбранио шутеве Савићевића и Мркеле и “Росонери“ су прошли у четвртфинале, а касније постали шампиони Европе.
Сезона 1989/90 је протекла у знаку Црвене звезде, која је ефикасном и атрактивном игром освојила дуплу круну. Роберт је у шампионату одиграо 31 утакмицу и постигао пет голова, међу којима је и погодак против Партизана у победи од 2:0, док је у Купу био стрелац три пута у осам мечева, а поново је био кобан по голмана вечитог ривала у полуфиналној победи од 3:2. Стрелац победоносног гола био је у реваншу другог кола Купа УЕФА, на гостовању против Жалгириса у тријумфу од 1:0. Једини бродолом те сезоне Звезда је доживела на гостовању против Келна (0:3), у другој утакмици осмине финала и завршила такмичење у Европи.
Сезона 1990/91 била је врхунац Звездиног петогодишњег плана и најбоља у каријери Роберта Просинечког. Роби је у походу ка освајању пехара Купа шампиона одиграо свих девет утакмица и постигао четири поготка. Био је један од кључних играча у тиму. Два гола је постигао против Грасхоперса у победи од 4:1 у Швајцарској и по један против Глазгов Ренџерса и Динама из Дрездена у победама од по 3:0 у Београду. Голове које је постигао из слободних удараца против Источних Немаца и Шкота права су ремек дела, а на крају је погодио мрежу Паскала Олмете у првој серији пенала у финалу у Барију и тако допринео историјском успеху српског клуба. Ефикасан је био и у шампионату, где је на 29 утакмица постигао 12 голова за убедљиво освојену шампионску титулу. Поново је био стрелац против Партизана у победи од 3:1, а по два пута се уписао и против Жељезничара (3:1) и Олимпије (6:0). Укупно је у сезони 1990/91 наступио на 44 такмичарска меча и постигао 18 голова.
У избору за Златну лопту Франс фудбала за 1991. годину Просинечки је заузео пето место у Европи са 34 поена. Друго место поделили су Дејан Савићевић, Дарко Панчев и Лотар Матеус (Интер) са 42 поена, док је Жан-Пјер Папен (Олимпик Марсељ) добио 141 глас, иако француски тим није постао шампион Европе.
Укупно је у Звезди освојио три шампионске титуле (1988, 1990. и 1991. године), један национални куп 1990. и Куп европских шампиона 1991. године. За црвено-беле је одиграо 161 званичну утакмицу и постигао 35 голова. 

### Остали клубови
Касније одлази у Реал Мадрид, али због тешке повреде не игра више од годину дана, после Реала играо је за још три шпанска клуба, Реал Овиједо, Барселону и Севиљу. 1997. се вратио у загребачки Динамо и успешно као капитен водио клуб у Лиги шампиона. После тога игра за Хрватски драговољац, Стандард Лијеж, Портсмут, Олимпију из Љубљане и НК Загреб, где након завршетка каријере остаје на месту спортског директора. Од 2006. до 2010. је помоћник селектора репрезентације Хрватске. 

### Репрезентација
Проглашен је најбољим играчем У-20 Светског првенства 1987. у Чилеу, где је Југославија била победник.
За репрезентацију Хрватске је одиграо 49 утакмица и постигао 10 голова, а за Југославију 15 утакмица уз 4 гола. Први гол у дресу Југославије је дао против Грчке 20. септембра 1989. у пријатељској утакмици. Играо за Југославију на СП 1990., а за Хрватску на ЕП 1996, СП 1998. и СП 2002. године.

## Тренерска каријера
У четвртак 9. децембра 2010. је званично представљен као нови тренер Црвене звезде, а потписао је уговор на две и по године. То му је био први самостални тренерски ангажман. Преузео је тим по завршетку јесењег дела сезоне 2010/11. Није успео да освоји шампионску титулу са Звездом, али је тријумфовао у Купу Србије 2012. године. Имао је великих проблема, јер играчи месецима нису примали плате, а и тим није био довољно квалитетан. Забележио је позитиван скор у вечитим дербијима, а до разлаза са управом је дошло после првог кола сезоне 2012/13 и ремија са екипом Рада (2:2). Роби је био омиљен код навијача Звезде и као играч и као тренер, а 2012. је отишао са сузама из клуба. Просинечки је 20. августа 2012. године поднео оставку на место тренера у ФК Црвена звезда. У октобру 2012. године постаје тренер турског ФК Кајзериспора.